# Fokker F.VIII
Il Fokker F.VIII, citato anche Fokker F.8, era un aereo da trasporto passeggeri di linea bimotore ad ala alta sviluppato dall'azienda aeronautica olandese Fokker nella seconda parte degli anni venti del XX secolo.

## Storia del progetto
Nel 1926, la compagnia aerea olandese KLM emise una richiesta per la fornitura di un aereo passeggeri di linea che avesse una capacità di posti a sedere maggiore dell'F.VII in servizio in quel periodo. Anthony Fokker, proprietario della Fokker, incaricò Reinhold Platz, che era a capo del suo ufficio tecnico, di avviare lo sviluppo di un progetto adatto allo scopo.
Il nuovo modello, identificato dall'azienda come F.VIII, era un velivolo che impiegava la tecnologia costruttiva in tecnica mista, con fusoliera ed impennaggio realizzati con struttura in tubi d'acciaio saldati ricoperta da pannelli in compensato (alle volte citato come multiplex), tela e duralluminio mentre l'ala aveva struttura completamente lignea ricoperta da compensato. Tale impostazione divenne abituale nei velivoli Fokker e divenne una caratteristica dei modelli monoplani con ala alta a sbalzo.
L'F.VIII fu il primo velivolo di linea bimotore realizzato dall'azienda olandese, uno sviluppo reso possibile dall'incremento della potenza disponibile nei motori aeronautici radiali leggeri dell'epoca. Tutti i loro progetti precedenti erano caratterizzati dalla presenza di un unico motore posizionato all'apice anteriore della fusoliera, e la sua assenza nel F.VIII ebbe come effetto una minore usura e rotture della cellula a causa del prop-wash, oltre che livelli di vibrazione molto più bassi per i passeggeri. Il prototipo venne portato in volo per la prima volta il 12 marzo 1927.
La configurazione nei primi esemplari prevedeva l'installazione di una coppia di motori radiali Gnome-Rhône 9A Jupiter da 480 hp (358 kW) ciascuno, i Bristol Jupiter realizzati dall'azienda francese su licenza, collocati, con i cilindri esposti, sulla parte anteriore delle gondole posizionate sotto le ali, sui puntoni delle gambe di forza del carrello d'atterraggio. In seguito la KLM rimotorizzò i suoi velivoli con i più potenti Pratt & Whitney T1D1 Wasp da 525 hp (391 kW) dotati di anelli Townend collocati più in avanti rispetto agli Jupiter. Un esemplare, che per la maggior parte della sua vita operativa volò con marche PH-OTO, venne equipaggiato con i radiali Wright Cyclone da 790 hp (589 kW) ed utilizzato come banco prova volante per valutare gli effetti della collocazione dei motori sul bordo d'attacco dell'ala piuttosto che sotto di essa. A quel tempo vennero espresse delle perplessità su questo tipo configurazione, in seguito diventata usuale nei velivoli con eliche in configurazione traente, in quanto si riteneva che disturbasse negativamente il flusso dell'aria che l'ambiva l'estradosso compromettendone la portanza.
La normale configurazione dello scompartimento passeggeri prevedeva 15 poltroncine su tre file, tuttavia la KLM scelse una disposizione più lussuosa, a 12 posti, soluzione ben accolta all'epoca.
La produzione finale si attestò su undici esemplari, tre dei quali realizzati su licenza dalla ungherese Weiss Manfréd di Budapest. Venne anche pianificata una versione idrovolante indicata come F.VIIIw che però non andò mai oltre la fase progettuale.

## Impiego operativo
Il maggiore utilizzatore dell'F.VIII fu la compagnia aerea olandese KLM. Il primo dei sette esemplari acquistati dalla KLM venne consegnato il 24 giugno 1927 e cominciò ad operare, come i seguenti, esclusivamente su rotte europee. La compagnia ungherese Malert con sede a Budapest operò con quattro esemplari, uno proveniente dai Paesi Bassi più altri tre di costruzione nazionale realizzati su licenza negli stabilimento WM, tutti equipaggiati con una coppia di radiali Gnome-Rhône 9A Jupiter. La Malert, che ne perse due per incidenti, li utilizzò su rotte a corto raggio.
Nel 1936 due degli esemplari KLM motorizzati P&W Wasp vennero acquistati dalla British Airways che li utilizzò su rotte che sorvolavano il Canale della Manica. Un terzo, marche PH-AED, venne venduto dalla KLM al Venezuela. Nel 1939, poco prima dello scoppio della Seconda guerra mondiale, un quarto F.VIII, marche PH-AEG, venne trasferito alla Svenska Flygvapnet via ABA, volando inizialmente con immatricolazione civile SE-AEB per poi acquisire la designazione militare Tp 10 e codice identificativo 916. Un quinto esemplare ex KLM operò in Svezia con le marche civili SE-AHA.

### Finlandia
L'unico Fokker F.VIII in servizio nella Suomen ilmavoimat, l'aeronautica militare finlandese, fu il seriale 5046 ex marche H-NAEI già KLM motorizzato P&W Wasp. Con l'immatricolazione PH-AEI operò per la divisione West Indies della KLM su rotte di linea passeggeri. Nel 1937 venne venduto alla British Airways Ltd. quindi reimmatricolato G-AEPU ed utilizzato per il trasporto passeggeri attraverso il Canale della Manica. La compagnia aerea svedese G.A. Flygrender lo acquistò nel 1939, raggiungendo la Svezia via mare nell'aprile di quell'anno sulla rotta Amsterdam, Copenaghen, Torslanda. In patria assunse la nuova immatricolazione SE-AHA ed operò principalmente nell'area di Göteborg.
Durante la Guerra d'inverno, il partito nazionalsocialista svedese Nasjonal Samling (Unione Nazionale) organizzò una raccolta fondi nazionale per contribuire economicamente alla guerra anti-bolscevica della Finlandia. Con il denaro ottenuto riuscì ad acquistare l'F.VIII da G.A. Flygrender per 73 500 corone svedesi. Il velivolo venne perciò immatricolato nuovamente con marche finlandesi OH-FOA e trasportato in Finlandia l'11 novembre 1940. Una volta in carico alla Suomen ilmavoimat il velivolo venne dotato di identificativo militare FE-1. A causa del cattivo stato delle sue ali si decise di avviare una revisione prima di utilizzarlo operativamente ed a lavori ultimati il 4 agosto 1941 venne assegnato al LeLv 46. In servizio il velivolo venne utilizzato principalmente per il trasporto di soldati feriti dall'isola di Lunkula, compiendo dieci voli prima di rimanere distrutto, senza conseguenze per l'equipaggio, in un atterraggio di fortuna il 27 settembre di quello stesso anno a causa della rottura di un motore per la presenza di aria nel circuito di alimentazione del combustibile.

## Utilizzatori

### Civili
Paesi Bassi
- KLM

 Regno Unito
- British Airways

 Ungheria
- Malert

 Svezia
- ABA

### Militari
Finlandia
- Suomen ilmavoimat

 Ungheria
- Magyar Királyi Honvéd Légierő

 Svezia
- Svenska Flygvapnet - (Tp 10)